# Pedro Ruiz Pérez
Pedro Ruiz Pérez (Córdoba, 25 de abril de 1959) es catedrático de Universidad e investigador español y experto en el Siglo de Oro.

## Biografía
Nacido en Córdoba, se licenció y doctoró en Filología Hispánica por la Universidad de Córdoba con premios extraordinarios. Su tesis doctoral versó sobre la obra del escritor cordobés Fernán Pérez de Oliva. Vinculado a la Universidad de Córdoba desde 1982, primero como becario, luego como Titular y por último como catedrático de Literatura Española en la Universidad de Córdoba desde 2007.

## Trayectoria
Cofundador en 1988 del grupo de investigación interuniversitario Paso (Poesía andaluza del Siglo de Oro), dirigido por la profesora Begoña López Bueno, catedrática de Literatura Española de la Universidad de Sevilla, Pedro Ruiz Pérez es director del grupo de investigación PHEBO (Poesía Hispánica del Bajo Barroco). Ha sido profesor invitado en las Universidades de París III y Toulouse-Le Mirail. Desarrolla su labor investigadora en el marco del Siglo de Oro, con más de 150 artículos y publicaciones sobre el período áureo. Es estudioso de la estética barroca, de la poesía gongorina y la escuela andaluza. Asimismo es especialista en el Renacimiento andaluz. 
Amante del teatro, ha hecho calas en la dramaturgia de Miguel Romero Esteo y ha dirigido el Aula de las Artes de la Universidad de Córdoba. Miembro de AISO (Asociación Internacional Siglo de Oro), es también crítico literario, conferenciante y articulista.